# Alexander Frey (Musiker)

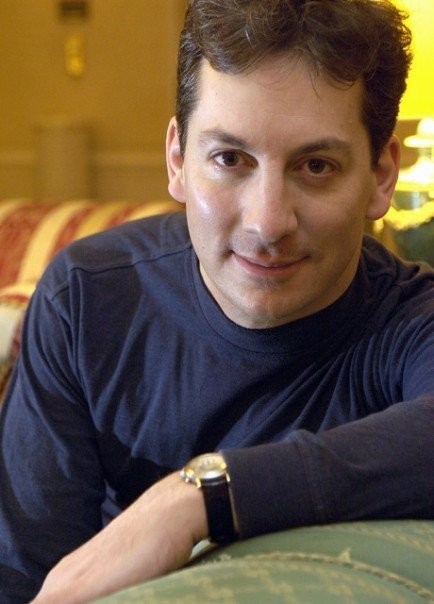
Alexander Frey (2007)

Alexander Frey (* 5. Oktober 1961 in Chicago, Illinois, USA) ist ein US-amerikanischer Dirigent, Organist, Pianist, Cembalist und Komponist. Er ist als Dirigent im Konzertsaal und im Opernhaus sowie in der Musik von Broadway und Hollywood tätig. Frey lebt in Berlin, er ist griechischer und schweizerischer (elsässischer) Abstammung und seine Familie lebt derzeit in Griechenland, Mulhouse und Paris. Neben seinen regelmäßigen Auftritten als Dirigent bei Konzertreihen übernimmt Frey häufig die Vertretung für Dirigenten, die abgesagt haben. Er ist Artist-in-Residence des Gaulitana Festivals, eines jährlichen, einmonatigen internationalen Musikfestivals, das auf der Insel Gozo, Malta, stattfindet.

## Ausbildung
Alexander Frey studierte Klavier in Chicago beim Pianisten und Cembalisten Gavin Williamson (1898–1989). Seine Orgellehrer in Chicago waren Richard Webster und Edward Mondello. Er erhielt den Bachelor of Music und den Master of Music (beide mit Auszeichnung) von der School of Music, Theatre & Dance der University of Michigan, wo er Orgel bei Robert Glasgow und Dirigieren bei Gustav Meier studierte sowie Komposition bei William Albright und William Bolcom.

## Dirigent
Alexander Frey war von 1996 bis 2004 Chefdirigent des Rome Philharmonic Orchestra.
Freys Gastauftritte als Dirigent erfolgten mit mehr als 50 Orchestern, in Opernhäusern und Festivals auf fünf Kontinenten, darunter das Philharmonische Orchester Seoul, Collegium Symphonium Veneto und das Sibelius Symphony Orchestra. Er dirigierte auch das Ensemble Europa (Mitglieder der Israel Philharmonic Orchestra und der Deutschen Oper) in Jerusalem, Tel Aviv, Haifa und Berlin zum Gedenken an den 50. Jahrestag des Endes des Zweiten Weltkrieges und die Befreiung der Konzentrationslager. Im Jahr 2006 dirigierte er das offizielle Prager Orchestergalakonzert (mit dem Stern Chamber Orchestra) zur Feier von Mozarts 250. Geburtstag. Im Jahr 2010 dirigierte er ein italienisches Orchester an der Festa della Repubblica, dem italienischen Unabhängigkeitstag.

## Klavier- und Orgelaufführungen
Als Pianist und Organist trat Frey mit mehr als 30 Sinfonieorchestern auf, darunter die Berliner Philharmoniker, Münchner Symphoniker, das ORF Radio-Symphonieorchester Wien, Rundfunk-Sinfonieorchester Berlin, Deutsches Symphonie-Orchester Berlin, Rome Philharmonic Orchestra, das Orchester des Teatro Regio di Torino (mit dem er als Solist in den drei Eröffnungskonzerten zur Wiedereröffnung des Opernhauses von Turin auftrat), das Cairo Symphony Orchestra, Orchestra Filarmonica Italiana und Berliner Bach Akademie unter Dirigenten wie Claudio Abbado, John Mauceri, Michael Tilson Thomas und Howard Shore.
Er spielte häufig Konzerte mit dem Tenor Jerry Hadley. Frey hat unter anderem Kammermusik mit dem Geiger Ruggiero Ricci und dem Vermeer Quartett aufgeführt. Ricci und Frey gaben das offizielle New Yorker Konzert zum Gedenken an den dreihundertsten Jahrestag der Geburt von Johann Sebastian Bach. Er hat Duo-Konzerte in Europa mit dem amerikanischen Schriftsteller und „A Prairie Home Companion“-Moderator Garrison Keillor gegeben. Im Jahr 2001 gab Frey Live-Auftritte für die BBC mit der Sopranistin Marta Eggerth in Amerika und Europa, darunter in der Londoner Wigmore Hall und in New York im Lincoln Centers Alice Tully Hall. Außerdem führte er für RAI in Italien ein Verdi-Programm auf.
Alexander Frey war der erste Organist, der eine komplette Symphonie von Gustav Mahler als Solowerk für Orgel aufführte. Alexander Frey war der erste Pianist, der das gesamte Klavierwerk von Leonard Bernstein öffentlich aufführte. Als Pianist hat Frey die Uraufführungen von Bernsteins Five Anniversaries und Thirteen Anniversaries sowie Valse Gaea gespielt sowie die europäischen und asiatischen Erstaufführungen von Bernsteins Touches und Sonata for the Piano. Er gab die Uraufführungen von Erich Wolfgang Korngolds Vier Walzern, Kurt Weills Albumblatt und Franz Schuberts damals unveröffentlichte Fuge in d-Moll für Orgel.
Im Jahr 2012 gab Frey an einem Wochenende vier Orgelkonzerte in der National Gallery of Art in Washington, D.C. Sie bestanden aus französischer Musik im Rahmen der Feierlichkeiten zur Wiedereröffnung der französischen Galerien des Museums.
In Barrie Gavins Dokumentarfilm Erich Wolfgang Korngold-Adventures of Wunderkind: A Portrait and Concert führt Frey die erste öffentliche Darbietung von Korngolds zweiter Symphonie auf, die nur in Klavierauszügen existiert, zusätzlich zu mehreren Solo-Klavierwerken und dem Großteil der Klaviermusik von Korngold im Hintergrund.

## Medienpreise
Für seine Aufnahmen erhielt Alexander Frey den Preis der Deutschen Schallplattenkritik (früher Deutscher Schallplattenpreis), den ECHO Klassik-Preis, die Wahl der französischen Medienkritiker und Beste Aufnahme des Jahres (Fi Magazine), Beste Originalbesetzungsaufnahme des Jahres 2005 (Borders Music), Lieblingsplatte des Jahres 2005 (ArkivMusic), die Bronze World Medal des New York Festival, BBC Critics Choice, Schallplatte des Monats („MusicWeb“, Großbritannien), Beste Instrumental-CD des Monats (Galaxie Magazine, Kanada) und Beste CD des Monats („Best New Classics“). Seine Aufnahme von Korngolds Between Two Worlds für Klavier und Orchester (auf dem Decca-Label) wurde vom Gramophone Magazine als eine der „250 größten Aufnahmen aller Zeiten“ aufgeführt.
Im Juni 2005 erschien eine CD mit Frey als Dirigent der Weltersteinspielung von Leonard Bernsteins Peter Pan (Musical von 1950), die Frey anhand der Manuskripte des Komponisten restaurierte. Die CD erreichte Platz 8 der Billboard Classical Music Chart und wurde in den Wochen nach ihrer Veröffentlichung die dritthöchste verkaufte Musiktheateraufnahme, was Frey zu einem Billboard Top 10-Künstler sowohl als Dirigent als auch als Pianist. Es wurde auch die meistverkaufte Aufnahme von Koch International Classics (jetzt Entertainment One), der Plattenfirma, die es produziert hat. Sein aktuelles Projekt ist die Aufnahme des gesamten Klavierwerks von Erich Wolfgang Korngold (Koch International Classics). Alexander Freys Aufnahmen sind auf den Koch International Classics (Entertainment One), Decca, Deutsche Grammophon, Sony, RCA Red Seal und Bach Guild Plattenfirmen.

## Persönliche Ehrungen
- Ehrenbürger (Cittadino Onorario) der Stadt Bari, Italien.[9]
- Ritter von Malta (KM) des Souveränen Malteser Ritterordens.
- Ritter des Order of Saint John (KStJ)
- Ritter der Hüter des Friedens (Cavaliere dei Guardiani di Pace), Italien.